# Diamond T

Firmenemblem (spätere Ausführung)

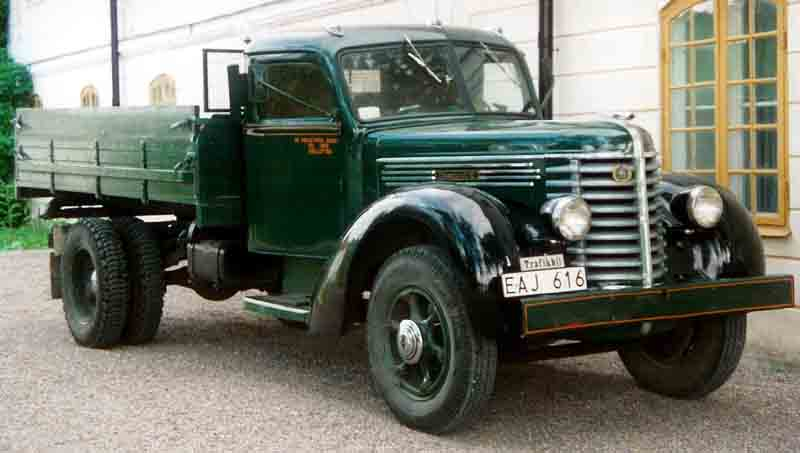
Diamond T mit der 1936 eingeführten, V-förmigen Windschutzscheibe (Baujahr 1937)

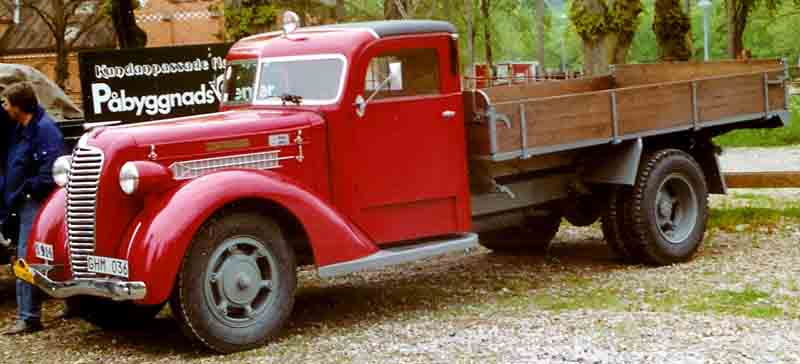
Diamond T (Modelljahr 1938)

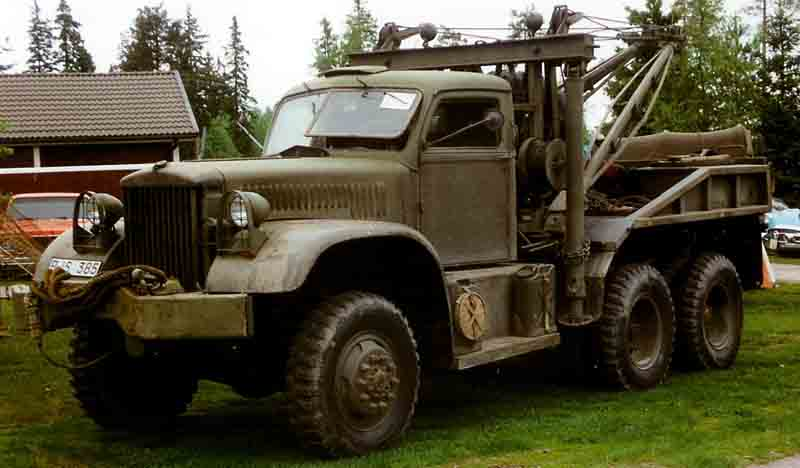
Diamond T 969 Wrecker (Baujahr 1941)

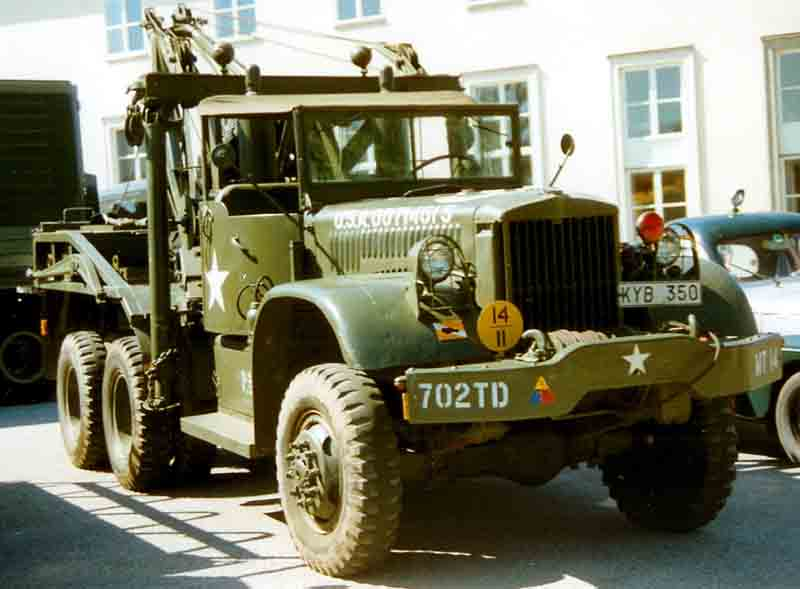
Diamond T 969A Wrecker späte Ausführung mit offenem Fahrerhaus (Baujahr 1943)

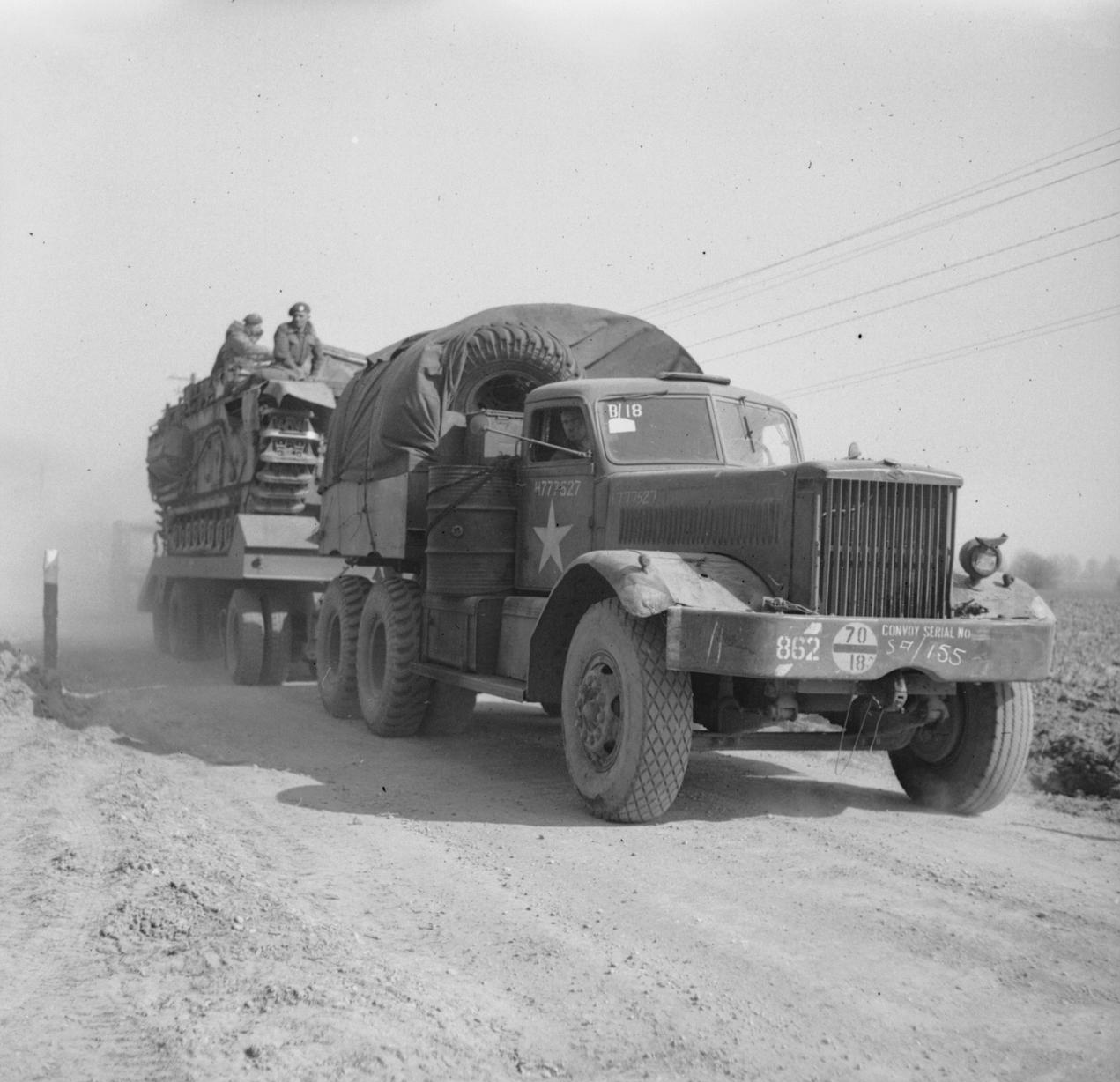
Schwerer Diamond T 980 als Panzertransporter (1945)

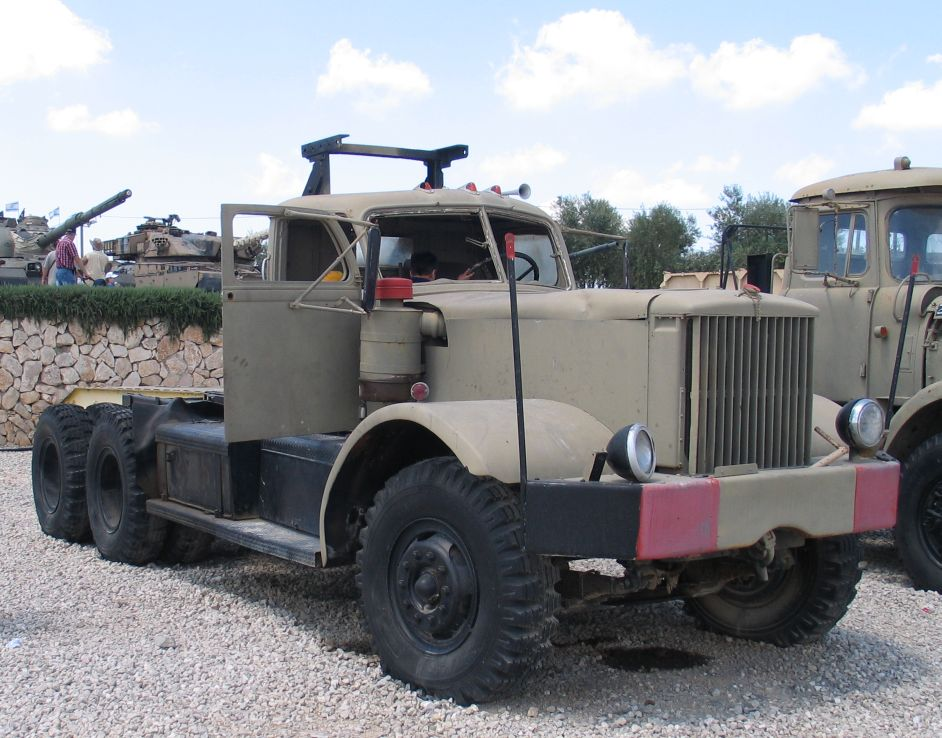
Diamond T 981 im Yad la-Shiryon Museum/Israel (2006)

Diamond T (im Kurzform D-T oder umgangssprachlich nur T) war ein amerikanischer Automobil- und Nutzfahrzeughersteller, der 1907 mit der Herstellung von Pkw begann, diese jedoch 1911 wieder einstellte und später durch seine schweren Lkw und Zugmaschinen weltweit bekannt wurde. Dieser im Zweiten Weltkrieg wichtige Hersteller schwerer Militärfahrzeuge war auch nach dem Krieg erfolgreich, wurde jedoch 1958 neben anderen von der White Motor Company übernommen und 1967 mit der zehn Jahre früher ebenfalls aufgekauften Reo Motor Car Company zur Diamond-Reo Truck Inc. fusioniert. Die Geschichte dieser neuen Tochterfirma von White endete jedoch im Jahre 1975 mit dem Bankrott, die Produktion führte bis 1978 die Firma Consolidated Industries weiter, woraufhin nach Schließung des Werks 1979 der berühmte Markenname Diamond endgültig verschwand. Ein Diamond T galt stets als besonders hochwertiges Nutzfahrzeug und wurde daher in Anlehnung an die US-Luxusautomarke Cadillac auch als „The Cadillac of the Trucks“ (Der Cadillac unter den Lastkraftwagen) bezeichnet. Fahrzeuge der Marke Diamond T sind heute beliebte Sammlerobjekte.

## Geschichte

### Gründung
Das Unternehmen Diamond T wurde im Jahre 1905 von Charles Arthur Tilt als Diamond T Motor Car Company in Chicago, Illinois, gegründet. Sowohl der Firmensitz als auch das Werk befanden sich zusammen auf demselben Gelände neben anderen produzierenden Unternehmen etwas am Rande des Stadtzentrums. Da Tilt die Absicht hatte, besonders hochwertige Kraftfahrzeuge zu bauen, wählte er bewusst und symbolträchtig die Bezeichnung „Diamond“ und den Buchstaben „T“ nach der Initiale seines Nachnamens.

### Firmenzeichen
Das Firmenzeichen, das Charles Tilt auf Anregung von Freunden sowie seines Sohnes in Form einer liegenden Raute (engl. diamond) selbst entwarf, war sprichwörtlich an den Namen des Unternehmens angelehnt. In seiner frühen Form besaß der in der Mitte des Zeichens auf rotem Untergrund mit goldenem Rand platzierte weiße Buchstabe T in Großschreibung eine etwas verschnörkelte Ausführung mit nach innen gebogenen Fortsetzungen des oberen Querstriches als auch des senkrechten Teils. In der späteren Version war das T gleichmäßiger ausgeführt, in etwa ähnlich wie beim zeitgenössischen Schriftbild der Schreibmaschinen.

### Anfang als Pkw-Hersteller

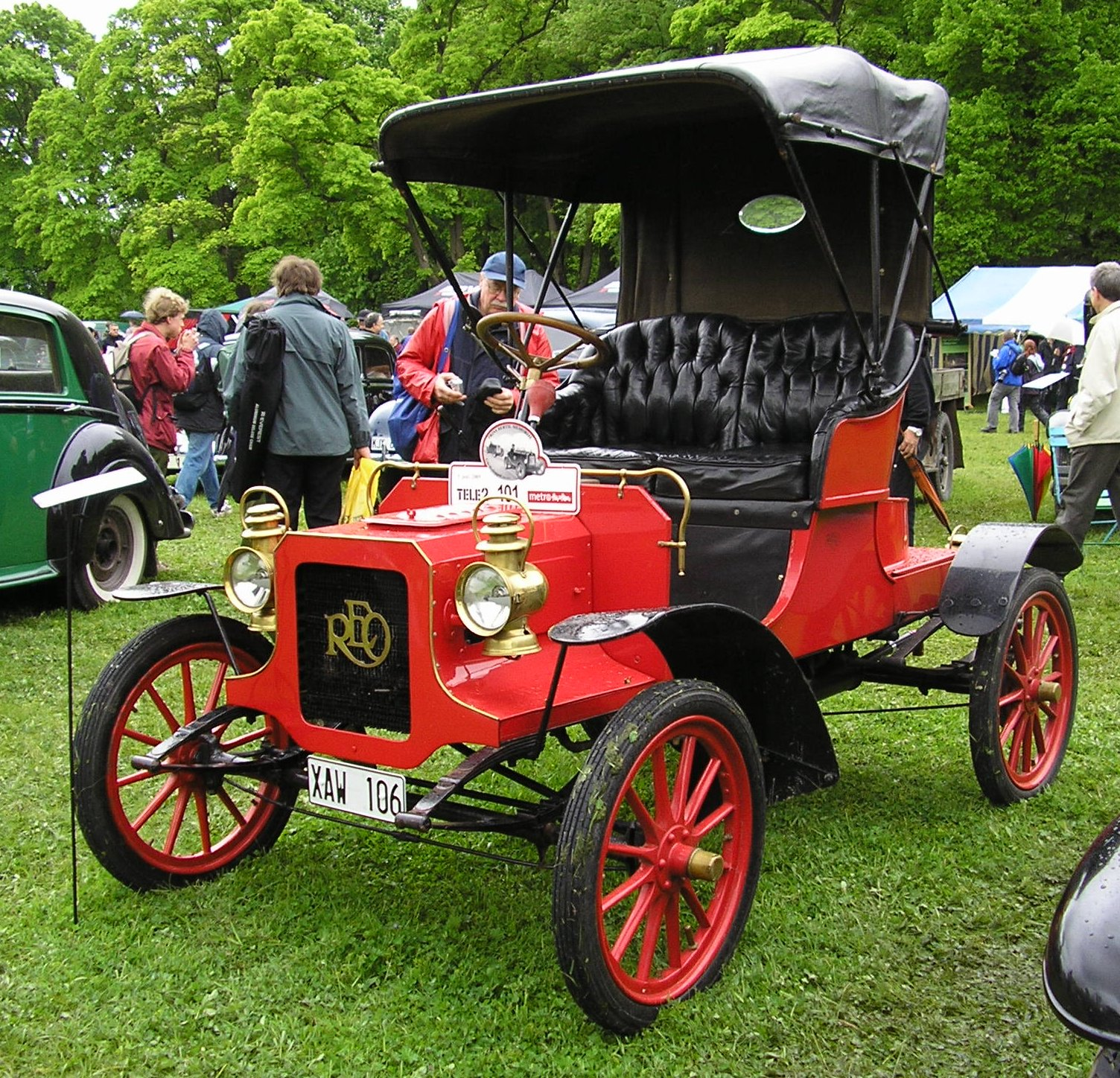
1906 REO Runabout; Schweden/2005/Prins Bertil Memorial in Stockholm

Im Jahr der Gründung begann die Fertigung von Automobilen, die sich schnell den Ruf enormer Motorleistung, aber auch großer Zuverlässigkeit erwarben. Diamond T verwendete ausschließlich Vierzylindermotoren und setzte trotz der hohen Leistung der Fahrzeuge von vornherein auf den Antrieb der Hinterräder über eine Kardanwelle statt der üblichen Ketten.
Das erste Modell 40 HP hatte einen 6,4 Liter großen Motor. Es war als Runabout zu US$ 3250, 4-5 sitziger Touring zu US$ 3500 und Chauffeur-Limousine zu US$ 4200 erhältlich. Das waren Preise im obersten Marktsegment; Diamond T konkurrierte also mit Herstellern anderer früher US-Luxuswagen wie ALCo, Chadwick, Lozier, Pierce-Arrow, Packard oder Thomas und vor allem aus Europa importierten Fahrzeugen.
In den etwa sieben Jahren (nach anderer Quelle neun), in denen die Pkw-Produktion lief, waren in Handarbeit gebaute Modelle mit einer beachtlichen Leistung erhältlich, die hauptsächlich in der Karosserie-Ausführung als Tourenwagen (englisch: touring car) zur Auslieferung kamen. Erwähnt, aber nicht spezifisch belegt wird ein Modell mit 70 PS (55 kW); das war ein Wert, den um 1907 Rennwagen erreichten.
Aber aufgrund des recht hohen Preises und unter dem Druck der Konkurrenz konnten bei weitem nicht so viele Autos wie ursprünglich erhofft verkauft werden. Ein kleineres Modell D mit, je nach Quelle, 30 bhp (22,4 kW) oder 33 bhp (24,6 kW) aus 4,2 Liter Hubraum und moderateren Preisen zwischen US$ 2250 und 2300 brachte offenbar nicht den gewünschten Erfolg. Auf Wunsch eines Kunden entstand 1910 ein erster Lastkraftwagen, und Tilt erkannte, dass dieser Markt mehr Potential bereithielt.
Daraufhin wurde die Herstellung von Automobilen im Jahre 1911 zumindest vorübergehend eingestellt. Das war eine kluge Entscheidung, denn nur ganz wenige Autobauer von Diamond Ts Größe konnten sich längere Zeit in diesem umkämpften Markt behaupten. Es scheint, dass 1913 noch einmal einige Automobile gebaut wurden, interessanterweise auf einem Radstand, den zuvor kein anderes Modell der Marke aufgewiesen hatte. Diamond T konzentrierte sich fortan auf die zunächst noch in kleinerem Stil und zum Teil noch auf Pkw-Basis angelaufene Produktion von LKW.

### Bau von Nutzfahrzeugen
Im Jahre 1911 begann das Unternehmen mit der Herstellung von zunächst leichten Nutzfahrzeugen in der 1½t-Klasse, bot kurze Zeit später ganz nach dem Ziel von Unternehmensgründer Charles Tilt auch schwerere Fahrzeuge an. Die Nutzfahrzeug-Produktion entwickelte sich für die Firma vor allem aufgrund der hohen Qualität und später vor allem aufgrund diverser Innovationen weit besser als anfangs jemals für möglich gehalten. Bis 1916 stiegen die Verkaufszahlen kontinuierlich an und machten das Unternehmen landesweit bekannt. In dieser Zeit wurden auch die ersten eigenen Feuerwehrfahrzeuge gebaut.

### Erster Weltkrieg

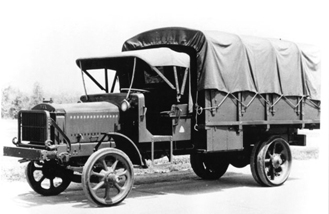
Liberty Standard B truck (1918–1919)

Während des Ersten Weltkriegs, in den die USA im Jahre 1917 eintraten, stellte Diamond T für die US Army den Liberty truck LKW (deutsch: Freiheit) der mittleren Nutzlast-Klasse in 638 Exemplaren her. 
Dessen Motor leistete 52-58 bhp (38,8-43,3 kW) bei 1360/min. Class B wurde ab Werk als 4 × 2 mit hinterer Zwillingsbereifung ausgeliefert, 
Diese robusten Fahrzeuge wurden besonders in Frankreich eingesetzt, wo die westliche Front in Europa verlief, wobei sie sich gut bewährten. Viele dieser Lkw verblieben nach dem Krieg in Frankreich und dienten vor allem bei Fuhrunternehmern, wobei der Hersteller zum ersten Mal auch in Europa in ebendieser Branche eine gewisse Bekanntheit erlangte. Weltweit bekannt wurde Diamond T jedoch vor allem nach dem Ersten Weltkrieg durch seine schweren Lkw und Zugmaschinen.

### Zwischenkriegszeit
Nach dem Krieg wurde der bekannte Militärlastwagen in etwas veränderter Form weitergebaut und zugleich neue Fahrzeuge vorgestellt, die gleich erfolgreich waren. Als in den späten 1920er-Jahren allgemein der Wunsch nach höheren Geschwindigkeiten der Lastkraftwagen aufkam, wurden die eigenen Fahrzeuge ab 1932 auf Initiative von Charles Tilt mit neuen, abgerundeten Kabinenversionen versehen, die optisch an die Stromlinienform angelehnt waren, was damals einer Sensation gleichkam. Auffallend waren auch die im Gegensatz zu anderen Herstellern innen beinahe luxuriös ausgestatteten Fahrerhäuser, auf Wunsch war jedes Fahrzeug fortan auch als DeLuxe-Version erhältlich. Mit der neuen Kabinenform sahen die Lkw nicht nur moderner und schneller aus, sie erhielten ab 1930 (also noch mit den alten Fahrerhäusern) auch völlig neu konstruierte Motoren und Luftreifen statt der üblichen Vollgummireifen, mit denen sie tatsächlich wesentlich schneller fahren konnten als die Fahrzeuge der Konkurrenz. Die bisherigen Vierzylinder-Reihenmotoren wurden in jenem Jahr durch neu entwickelte wesentlich leistungsstärkere und laufruhigere Sechszylinder-Reihenmotoren ersetzt. Eine der bedeutendsten Innovationen war dabei die Verwendung einer geschmiedeten Kurbelwelle mit sieben Hauptlagern, was vor allem der Haltbarkeit der Maschinen zugutekam. Diese von Hercules Motors gebauten sehr durchzugsstarken Sechszylinder-Ottomotoren verschiedener Hubraumgröße blieben noch lange Jahre ein Charakteristikum dieser Marke. Als weiteres Novum führte Diamond T einen Kühler mit Lamellen ein, der im Gegensatz zu den bisher üblichen Ausführungen mit Waben weit effizienter und zudem weniger empfindlich war. Serienmäßig erhielten alle Lkw hydraulische Bremsen an allen Rädern (die größeren später auch Druckluftbremsen), was für eine gegenüber der Konkurrenz überlegene Bremsleistung sorgte. Des Weiteren wurden hydraulische doppelt wirkende Stoßdämpfer eingeführt, was wiederum die Fahrbarkeit und den Komfort verbesserte. Zur gleichen Zeit vermarktete Diamond T seine Nutzfahrzeuge über ein gut organisiertes Vertriebsnetz von Händlern und Werkstätten zuerst landesweit in den USA und später auch weltweit, was damals in diesem Fahrzeugsektor eine weitere bedeutende Innovation darstellte. Haupt-Exportmärkte waren Südamerika, Afrika, der Nahe Osten, Australien sowie West- und Nordeuropa. In Deutschland waren sie hingegen stets selten, was einerseits auf die zahlreich vertretenen einheimischen Hersteller, andererseits auf den hohen Einfuhrzoll zurückzuführen war. In den frühen 1930er-Jahren lieferte Diamond T eine Reihe leichter Lkw mit einer Nutzlast von 1 und 1½ Tonnen an die amerikanische Armee, was schon fast eine Besonderheit darstellte, denn die zivile Produktion konzentrierte sich bereits eher auf das Segment der mittleren und schweren Nutzfahrzeuge. Baute bis Mitte der 1930er-Jahre noch Marmon-Herrington in Indianapolis (Indiana) die größten Lkw überhaupt, so konnte Diamond T nun aufholen und in kurzer Zeit eine ganz ähnliche Produktpalette anbieten. Diamond Ts waren ab Werk in zahlreichen Ausführungen und Fahrgestellversionen erhältlich, auf Kundenwunsch waren auch verschiedene andere Konfigurationen möglich. Bekannt waren auch die großen Feuerwehrfahrzeuge („Pumper“) von Diamond T, die aufgrund ihrer Schnelligkeit und Zuverlässigkeit einen ähnlich guten Namen wie jene von American LaFrance, Mack, Reo oder Seagrave besaßen. Viele dieser Fahrzeuge waren Spezialanfertigungen nach Wunsch der jeweiligen Feuerwehren, gebaut wurden auch einige Flugfeldlöschwagen. Weniger bekannt ist jedoch, dass Diamond T zudem – wenn auch nicht in großen Stückzahlen – in den 1920er- und etwas mehr in den 1930er-Jahren Busse herstellte.

### Zweiter Weltkrieg
In den späten 1930ern kam bei Diamond T unter der sich abzeichnenden Verschärfung der weltpolitischen Lage wieder die Produktion von entsprechenden Militärfahrzeugen hinzu, die sich wie schon die zivilen Pendants gut bewähren sollten. Während des Zweiten Weltkriegs fertigte Diamond T vor allem schwere Transportfahrzeuge und Zugmaschinen für die US Army, die zu den größten und stärksten der Alliierten gehörten. Alle gebauten Lkw (Modelle 968, 970) verfügten über Allradantrieb, was die Traktion und damit auch die Zugkraft verbesserte. Die größten dieser Fahrzeuge, wie zum Beispiel die Modelle 980 und 981 mit der Antriebsformel 6 × 4, die auch von der britischen Armee im Rahmen des Lend-Lease-Abkommens bestellt wurden (nachdem sie die Aufmerksamkeit der Beschaffungskommission erweckten), waren sogar in der Lage, größere Panzer wie zum Beispiel den Churchill mit einem speziellen Anhänger bzw. je nach Panzermodell diese zum Teil auch auf dem Fahrzeug selbst zu transportieren. Diese schweren Zugmaschinen, die erstmals bei Diamond T mit einem Sechszylinder-Dieselmotor (wiederum ein Reihen-Sechszylinder von Hercules) ausgestattet waren, kamen bei den Briten zum ersten Mal 1942 beim Nordafrika-Feldzug (Libyen, Tunesien) zum Einsatz, um beschädigte Panzer zu bergen und zur Reparatur hinter die eigenen Linien abzuschleppen. In jener Zeit ab 1941 entstanden auch zahlreiche schwere Diamond T-Abschleppfahrzeuge, Bergefahrzeuge sowie Kranfahrzeuge mit 6 × 6-Antrieb (Modell 969), da sich aufgrund der sehr robusten Konstruktion kaum ein Fahrgestell anderer Hersteller so gut dafür eignete. Diese Spezialfahrzeuge waren ab Werk zudem mit einer starken Seilwinde ausgestattet, mit der später auch zahlreiche Lkw versehen wurden. Waren die Fahrerhäuser der Lkw und Zugmaschinen anfangs noch geschlossen, so wurden die entsprechenden Fahrzeuge auf Wunsch der US Army beginnend ab Mitte 1943 mit offener Kabine und Planverdeck geliefert. Diamond T wurde auch zu einem wichtigen Hersteller von US-Halbkettenfahrzeugen vom Typ M2 und M3 inklusive dessen Abarten. Außer an die amerikanische wurden diverse Fahrzeuge auch an die britische Armee geliefert, vor allem schwere Zugmaschinen (englisch: prime mover). Diamond T konnte sich bei Kriegsende damit rühmen, über 50.000 Militärfahrzeuge allein für die US Army gebaut zu haben, die Zahl der an verbündete Staaten gelieferten lag bei etwa 20.000. Speziell für die kanadische Armee wurden in über 1500 Exemplaren die Typen 975 und 975A mit 6 × 6-Antrieb hergestellt, einer Version des 968 mit längerem Radstand und mehr Leistung.
Auch die deutsche Wehrmacht verwendete im Jahre 1940 in Westeuropa erbeutete und/oder requirierte Diamond T neben anderen Lkw amerikanischer Herkunft wie etwa Chevrolet, Mack, und White bis Kriegsende. Bei den Diamond T handelte es sich vorwiegend um leichtere bis mittlere handelsübliche Typen der 200er-Serie (z. B. 212 oder 220), ganz selten auch um solche der 400er-Serie (z. B. 404). Auch bei der Wehrmacht sprachen sich die Qualitäten der Diamond T schnell herum, so dass es nicht weiter verwundert, dass jedes Exemplar in Dienst gestellt wurde, das irgendwie verfügbar war und einige Fahrzeuge im Bedarfsfalle vorher sogar extra instand gesetzt wurden.

### Nachkriegszeit
Unmittelbar nach dem Krieg und der Demobilisierung von großen Teilen der US Army gingen zahlreiche überzählige schwere Lkw und Zugmaschinen mit zum Teil sehr geringen Laufleistungen in den freien Handel. Diese waren insbesondere bei Baufirmen, Speditionen und Schwerlastunternehmen sehr gefragt, da es vor allem in Europa kaum vergleichbare Fahrzeuge eigener Fertigung gab. In einigen Ländern Europas, allen voran Italien, Großbritannien und Frankreich, gehörten die Diamond T für etliche Jahre zum Straßenbild und bildeten das Rückgrat des schweren Transportgeschäftes. Zahlreiche Firmen fingen damals mit diesen robusten und zuverlässigen Fahrzeugen an. Die nach dem Krieg im Jahre 1947 neu lancierten Modelle waren wie schon jene der Vorkriegszeit, die weitergebaut wurden, wiederum qualitativ hochwertige und leistungsstarke Nutzfahrzeuge mit reichhaltiger Ausstattung, so dass in dieser Zeit in Anlehnung an die US-Luxusautomarke Cadillac der (nicht offizielle) Beiname „The Cadillac of the Trucks“ (Der Cadillac unter den Lastkraftwagen) entstand. Ab 1951 wurden die leichten Lastwagen eingestellt und nur noch schwere Fahrzeuge gebaut, sowohl als Haubenlenker (conventional beziehungsweise normal) als auch neuerdings Frontlenker (cabover bzw. forward control), nachdem gegen Ende der 1930er-Jahre erstmals auch Kurzhauber hergestellt worden waren.

### 1950er-Jahre
In der Nachkriegszeit liefen die Geschäfte noch gut, so dass ab Ende der 1950er-Jahre eine Fertigungslizenz an DINA in Ciudad Sahagún vergeben wurde. Aber in etwa gleichzeitig ging aufgrund der nach wie vor zahlreichen und zumeist preislich günstigeren Konkurrenz (allen voran General Motors mit seinen Marken Chevrolet und GMC), zum Teil aber auch Ford, daneben International, White, Kenworth, Mack und Freightliner) im eigenen Land der Absatz zurück, was das Unternehmen zwar noch nicht unmittelbar in seiner Existenz gefährdete, andererseits aber auch marktpolitisch bzw. marktstrategisch eigentlich notwendige Neuentwicklungen fast unmöglich machte. Im oberen Preissegment waren Marmon-Herrington und Peterbilt vertreten, mit ihren Verkaufszahlen waren diese jedoch keine ernsthafte Konkurrenz. Allerdings war auch das Exportgeschäft wegen der ab jener Zeit wiedererstarkten europäischen Hersteller (vor allem aus Deutschland (Mercedes-Benz, Magirus-Deutz), Frankreich (Berliet) und Italien (Fiat, Lancia) ungleich schwieriger geworden, sodass die Verkaufszahlen fast nur noch in Südamerika sowie Südafrika weitgehend konstant blieben.
In den frühen 1950er-Jahren noch während des Koreakrieges 1953 begann bei Diamond T wieder die Herstellung von neuen Militärfahrzeugen. Gebaut wurde der nach Ordnance-Spezifikation im Hause entworfene 5t-Lkw mit 6x6-Antrieb M54 als Ergänzung zu den neuen 2½t-Fahrzeugen GMC M135 und Reo M35 (ebenfalls 6x6). Der M54 wurde später auch von International, Mack sowie zuletzt AM General daneben auch in den Versionen M51 als Muldenkipper beziehungsweise M52 als Sattelzugmaschine gebaut (die Produktion lief bei AM General noch bis Anfang der 1980er-Jahre).

### Übernahme durch White
1958, kurz bevor Diamond T nunmehr tatsächlich begann, in eine wirtschaftliche Schieflage zu geraten, wurde das Unternehmen zuerst von Investoren und dann von der White Motor Company übernommen (die Investoren interessierten White für das Unternehmen und verkauften es mit Gewinn), einem ebenfalls großen US-Hersteller von Nutz- und Militärfahrzeugen. Das Unternehmen, das nunmehr auf den Namen Diamond T Motor Truck Company umfirmierte, behielt zunächst seinen bisherigen einzigen Unternehmenssitz mitsamt Produktion in Chicago und stellte in Erwartung einer fundamentalen Umstrukturierung das bisherige Programm in verfeinerter Form durchaus erfolgreich weiter her. Ende der 1950er-Jahre setzte sich der Antrieb durch Dieselmotoren endgültig durch, die Modelle mit Ottomotoren wurden – wenn sinnvoll – für die weitere Produktion umgerüstet oder binnen kurzer Zeit aus dem Angebot genommen.
Diamond T wurde im Jahre 1961 als neue „Division“ zu einem mehr oder weniger autonomen Unternehmensteil von White gemacht, dabei wurde die Firmierung von neuem in Diamond T Division, White Motor Co. geändert, um die Eigenschaft als Division von White auch allgemein kenntlich zu machen. Gleichzeitig wurden sowohl die Firmenzentrale als auch die Produktion nach Lansing (Michigan) zum schon 1957 ebenfalls von White übernommenen Hersteller Reo Motor Car Company verlegt. Diamond T, nunmehr neu strukturiert und mit frischem Kapital versorgt, entwickelte umgehend neue Modelle und hatte mit diesen als – einer der nach wie vor führenden – Hersteller von schweren Nutzfahrzeugen noch einige Jahre einen gewissen Erfolg in Nordamerika wie auch im Export. Interessanterweise (wenn auch nicht überraschend) machten sich die konzeptionell recht ähnlichen Fahrzeuge der verschiedenen Divisionen von White auf dem heimischen Markt zunehmend gegenseitig Konkurrenz, was jedoch vorerst noch kein ernsthaftes Problem für die Mutterfirma White darstellte.

### Die letzten Jahre
Nachdem sich die Absatzzahlen ab Mitte der 1960er-Jahre erneut verschlechterten, wurde Diamond T am 1. Mai 1967 mit der am gleichen Standort produzierenden Tochterfirma Reo zur neuen Division Diamond-REO Trucks Inc. fusioniert. Die Fahrzeuge wurden fortan unter dem Namen Diamond Reo vertrieben und waren für einige Jahre wieder erfolgreich, wobei sie weiterhin unter dem alten Beinamen von Reo „The Worlds Toughest Truck“ (Der widerstandsfähigste Lkw der Welt) bekannt waren und auch entsprechend beworben wurden. Die neue Division Diamond Reo produzierte nun zum Teil auch für den 1968 gegründeten Geschäftszweig Western Star Trucks (auch die 1951, 1954 und 1968 übernommenen Hersteller Sterling Trucks, Autocar und Euclid taten dies), der die amerikanische Westküste beliefern sollte.
Aber die erste Ölkrise des Jahres 1973 ließ überraschend die Nachfrage nach schweren Lkw derart zurückgehen, dass White im Jahre 1975 seine Diamond Reo Division bei der Verwaltung des Western District (Westlicher Bezirk) des Bundesstaats Michigan für bankrott erklären musste. Die Werksanlagen in Lansing wurden daraufhin, sofern sie nicht bei White oder anderen Divisionen des Konzerns selbst weiter verwendet werden konnten oder an andere Firmen verkauft waren, zur Liquidation freigegeben.
Mit der Firma Consolidated Industries aus Columbus (Ohio) fand sich jedoch ein Übernahmekäufer für die Diamond T- sowie Diamond Reo-Patente und so wurden bis 1978 noch ein großes Conventional-Modell (wiederum ein Haubenlenker) in Zusammenarbeit mit Autocar (nach wie vor eine Division von White) als Diamond Reo Giant hergestellt. Parallel dazu gingen zudem 1975 einige Rechte an die Firma Osterlund Inc. aus Harrisburg (Pennsylvania), einem ehemaligen Diamond T- bzw. Diamond Reo-Händler. Nach erneuten wirtschaftlichen Schwierigkeiten wurde das Werk in Lansing (Michigan) im Jahre 1979 jedoch endgültig geschlossen, woraufhin der Markenname Diamond bis heute verschwand. White baute mit Freightliner weiter schwere Lkw, geriet 1980 jedoch selbst in eine schwere finanzielle Schieflage und wurde 1981 durch Volvo übernommen.

### Die Marke heute
Die Lkw dieser berühmten, mittlerweile historischen Marke, oft auch nur als T (englische Aussprache: ti) bezeichnet, sind heute beliebte Sammlerfahrzeuge. Viele ehemalige Fahrer erinnern sich mit Begeisterung an die Fahrzeuge und ein Club kümmert sich um die Traditionspflege. Viele erhaltene Fahrzeuge sind nach wie vor auf diversen Oldtimer-Lastwagen-Treffen vor allem in den USA, Großbritannien und Schweden zu sehen, in Deutschland existieren auch einige wenige Exemplare.

## Übersicht über die Personenkraftwagen
| Bauzeit | Modell   | Zyl. | Hubraum             | Leistung       | Radstand         | Karosserie                   | Neupreis | Bemerkungen                                |
| ------- | -------- | ---- | ------------------- | -------------- | ---------------- | ---------------------------- | -------- | ------------------------------------------ |
| 1907    | 40 HP    | R4   | 354,4 c.i. 6435 cm³ | 40 bhp 29,8 kW | 124 Zoll 3150 mm | Roadster                     | US$ 3250 | 114 Zoll (2896 mm) bei Kimes               |
| 1907    | 40 HP    | R4   | 354,4 c.i. 5808 cm³ | 40 bhp 29,8 kW | 124 Zoll 3150 mm | Touring, 4/5 Sitze           | US$ 3500 | 114 Zoll (2896 mm) bei Kimes               |
| 1907    | 40 HP    | R4   | 354,4 c.i. 5808 cm³ | 40 bhp 29,8 kW | 124 Zoll 3150 mm | Chauffeur-Limousine          | US$ 4250 | 114 Zoll (2896 mm) bei Kimes               |
| 1908    | 50 HP    | R4   | 392,7 c.i. 6435 cm³ | 50 bhp 37,3 kW | 114 Zoll 2896 mm | Roadster                     | US$ 3500 |                                            |
| 1908    | 50 HP    | R4   | 392,7 c.i. 6435 cm³ | 50 bhp 37,3 kW | 114 Zoll 2896 mm | Touring, 5 Sitze             | US$ 4300 |                                            |
| 1908    | 50 HP    | R4   | 392,7 c.i. 6435 cm³ | 50 bhp 37,3 kW | 114 Zoll 2896 mm | Chauffeur-Limousine          | US$ 5200 | nur bei Dluhy                              |
| 1909    | 40 HP    | R4   | 354,4 c.i. 5808 cm³ | 40 bhp 29,8 kW | 124 Zoll 3150 mm | Touring, 5 Sitze             | US$ 4300 | nur bei Dluhy                              |
| 1909    | 45/50 HP | R4   | 354,4 c.i. 5808 cm³ | 45 bhp 33,6 kW | 124 Zoll 3150 mm | Roadster, 2 Sitze            | US$ 2800 | nur bei Dluhy                              |
| 1909    | 50 HP    | R4   | 392,7 c.i. 6435 cm³ | 50 bhp 37,3 kW | 114 Zoll 2896 mm | Roadster, 3 Sitze            | US$ 2750 | nur bei Kimes                              |
| 1909    | 50 HP    | R4   | 392,7 c.i. 6435 cm³ | 50 bhp 37,3 kW | 114 Zoll 2896 mm | Tourabout, 3 Sitze           | US$ 3000 | nur bei Kimes                              |
| 1909    | 50 HP    | R4   | 392,7 c.i. 6435 cm³ | 50 bhp 37,3 kW | 114 Zoll 2896 mm | Touring, 7 Sitze             | US$ 3250 | nur bei Kimes                              |
| 1910    | D        | R4   | 255,4 c.i. 4185 cm³ | 33 bhp 24,6 kW | 108 Zoll 2743 mm | Speedster, 2 Sitze           | US$ 2250 | 30 bhp (22,4 kW) bei Kimes                 |
| 1910    | D        | R4   | 255,4 c.i. 4185 cm³ | 33 bhp 24,6 kW | 108 Zoll 2743 mm | Roadster, 3 Sitze            | US$ 2250 | 30 bhp (22,4 kW) bei Kimes                 |
| 1910    | D        | R4   | 255,4 c.i. 4185 cm³ | 33 bhp 24,6 kW | 108 Zoll 2743 mm | Touring, 4 Sitze             | US$ 2300 | 30 bhp (22,4 kW) bei Kimes                 |
| 1910    | E        | R4   | 392,7 c.i. 6435 cm³ | 45 bhp 33,6 kW | 124 Zoll 3150 mm | Roadster, 2 Sitze            | US$ 2850 | 45/50 HP bei Dluhy evtl. auch mit 114 "    |
| 1910    | E        | R4   | 392,7 c.i. 6435 cm³ | 45 bhp 33,6 kW | 124 Zoll 3150 mm | Touring, 5 Sitze             | US$ 3000 | 45/50 HP bei Dluhy evtl. auch mit 114 Zoll |
| 1910    | E        | R4   | 392,7 c.i. 6435 cm³ | 45 bhp 33,6 kW | 124 Zoll 3150 mm | Touring, 7 Sitze             | US$ 3200 | 45/50 HP bei Dluhy evtl. auch mit 114 Zoll |
| 1911    | 45 HP    | R4   | 392,7 c.i. 6435 cm³ | 45 bhp 33,6 kW | 124 Zoll 3150 mm | Fore-door Touring, 5 Sitze   | US$ 3500 |                                            |
| 1911    | 45 HP    | R4   | 392,7 c.i. 6435 cm³ | 45 bhp 33,6 kW | 124 Zoll 3150 mm | Chauffeur-Limousine, 7 Sitze | US$ 4200 |                                            |
| 1913    | F        | R4   | 392,7 c.i. 6435 cm³ | 45 bhp 33,6 kW | 126 Zoll 3200 mm | Touring, 5 Sitze             | US$ 3500 | nur bei Dluhy                              |

## Bekannte LKW Modelle
Leichte Lastkraftwagen (bis 1932)
- Diamond T 200 (4×2)
- Diamond T 215 (4×2)
- Diamond T 290 (4×2)
- Diamond T 303 (4×2) – auch als Zugmaschine
- Diamond T 506 (4×2)
- Diamond T 551 (4×2)

Leichte Lastkraftwagen (ab 1932)
- Diamond T 11 (4×2)
- Diamond T 80 (4×2)
- Diamond T 90 (4×2)
- Diamond T 201 (4×2)
- Diamond T 211 (4×2)
- Diamond T 212/212A (4×2) – auch als Zugmaschine
- Diamond T 220 (4×2)
- Diamond T 227 (4×2)
- Diamond T 244 (4×2)
- Diamond T 301 (4×2)
- Diamond T 304 (4×2)
- Diamond T 306 (4×2)

Mittlere Lastkraftwagen (vor 1932)
- Diamond T 504 (4×2)
- Diamond T 602 (4×2) – auch als Zugmaschine
- Diamond T 606 (4×2)
- Diamond T 700 (4×2)
- Diamond T 801 (6×4)

Mittlere Lastkraftwagen (ab 1932)
- Diamond T 404 (4×2)
- Diamond T 405 (4×2)
- Diamond T 406 (4×2)
- Diamond T 420 (4×2)
- Diamond T 430 (4×2)
- Diamond T 509 (4×2) – auch als Bus
- Diamond T 612 (4×2)
- Diamond T 614 (4×2) – auch als Bus
- Diamond T 622 (4×2)
- Diamond T 630 (4×2)
- Diamond T 631 (4×2)

Schwere Lastkraftwagen (vor 1932)
- Diamond T 1000 (4×2)
- Diamond T 1200 (6×4)
- Diamond T 1600 (6×4)
- Diamond T 1601 (6×4)

Schwere Lastkraftwagen (ab 1932)
- Diamond T 689/689A (6×4)
- Diamond T 690 (6×4)
- Diamond T 901 (6×4)
- Diamond T 910 (6×4)
- Diamond T 921 (6×4)
- Diamond T 922 (6×4)
- Diamond T 923 (6×4)
- Diamond T 931 (6×4)
- Diamond T 950 (6×4)

### Militärfahrzeuge
Lastkraftwagen (ab 1917)
- Liberty Standard B (4×2, 3 tons) – erstes Armeefahrzeug der Firma, identisch gefertigt nach Vorgaben der Regierung von mehreren Herstellern

Lastkraftwagen (ab 1940)
- Diamond T 967 (6×6) – Vorläufer des 968 (nur 1000 Exemplare)

Lastkraftwagen (ab 1941)
- Diamond T 968/968A/968B (6×6) – Standard-Lkw
- Diamond T 969/969A/969B (6×6) – Version des 968 als Abschleppfahrzeug
- Diamond T 970/970A (6×6) – Version des 968 mit längerem Radstand
- Diamond T 972 (6×6) – Version des 968 als Muldenkipper
- Diamond T 975/975A (6×6) – Version des 968 mit längerem Radstand & mehr Leistung für die kanadische Armee

Schwere Zugmaschinen (ab 1941)
- Diamond T 980 (6×4) – Diamond T tank transporter – später als M20 bezeichnet
- Diamond T 981 (6×4) – Diamond T tank transporter – später als M20 bezeichnet

Halbkettenfahrzeuge (ab 1940)
- M2 Halftrack (White M2) mit Abarten
- M3 Halftrack (Diamond T T19) mit Abarten

Lastkraftwagen (ab 1953)
- Diamond T M54 (6×6) – auch von International, Mack und später AM General in den Versionen M51 (Muldenkipper) und M52 (Sattelzugmaschine) gebaut